# Francisco Narcizio
Francisco Narcizio (sinh ngày 18 tháng 7 năm 1971) là một cầu thủ bóng đá người Brasil.

## Sự nghiệp câu lạc bộ
Francisco Narcizio đã từng chơi cho Cerezo Osaka.

## Thống kê câu lạc bộ

### J.League
| Đội          | Năm       | J.League | J.League | J.League Cup | J.League Cup | Tổng cộng | Tổng cộng |
| Đội          | Năm       | Trận     | Bàn      | Trận         | Bàn          | Trận      | Bàn       |
| ------------ | --------- | -------- | -------- | ------------ | ------------ | --------- | --------- |
| Cerezo Osaka | 1996      | 12       | 5        | 8            | 2            | 20        | 7         |
| Tổng cộng    | Tổng cộng | 12       | 5        | 8            | 2            | 20        | 7         |